# Love Is Not Sex
Albums de Captain Hollywood Project
Animals or Human
Love Is Not Sex est le tout premier album de Captain Hollywood Project, sorti le 8 mars 1993 quelques mois après la sortie de leur single More and more, produit et mené par l'ex rappeur du twenty-4-Seven Tony Dawson-Harrison et qui est également porteur du pseudonyme Captain Hollywood. Cet album s'écoule à 400 000 exemplaires en Allemagne et à 7 millions d'exemplaires dans le reste du monde, c'est d'ailleurs l'album qui s'est le mieux vendu pendant la continuité du groupe. D'autre singles de l'album sont sortis avec Only With You qui était leur deuxième succès et quelques mois plus tard sont sortis les singles All I Want puis Impossible.

## Titres
| 1.    | More and more (Single Version)  | 3:56 |
| 2.    | All I Want                      | 5:19 |
| 3.    | It's Raining                    | 4:11 |
| 4.    | Impossible                      | 5:08 |
| 5.    | Only with you (Video Mix)       | 3:48 |
| 6.    | Rhythm Of Life                  | 5:00 |
| 7.    | Love 4 You Love 4 Me            | 4:35 |
| 8.    | Rhythm Takes Control            | 4:35 |
| 9.    | Nothing's Gonna Stop Me         | 5:01 |
| 10.   | Only with you (Magic Remix)     | 6:04 |
| 11.   | More And More (Underground Mix) | 5:58 |
| 12.   | Only with you (Face 2 edit)     | 7:18 |
| 61:02 |                                 |      |